# Souimanga de Reichenow
Anthreptes reichenowi
Espèce
Statut de conservation UICN

 NT  : Quasi menacé
Le Souimanga de Reichenow (Anthreptes reichenowi) est une espèce de passereaux de la famille des Nectariniidae.

## Alimentation
Il se nourrit essentiellement de nectar quoiqu'il puisse consommer des insectes surtout lorsqu'il est jeune.

## Répartition
On le trouve en deux régions distinctes, l'une dans les plaines côtières du Kenya et du nord-est de la Tanzanie et l'autre au Mozambique et au Zimbabwe.
Il est menacé par la disparition de son habitat.

## Sous-espèces
D'après Alan P. Peterson, il en existe 2 sous-espèces :
- Anthreptes reichenowi reichenowi Gunning, 1909
- Anthreptes reichenowi yokanae Hartert, 1921